# Kovači (Kaštelir-Labinci)
Kovači is een plaats in de gemeente Kaštelir-Labinci in de Kroatische provincie Istrië. De plaats telt 55 inwoners (2001).